# Уинкс Клуб
„Уинкс Клуб“ (на английски: Winx Club) e италиано-американски анимационен сериал, който дебютира на 28 януари 2004 г. по Rai 2. Сериалът има 8 сезона, 3 пълноментажни филма на 3D: „Тайната на изгубеното кралство“ (2007), „Вълшебно приключение“ (2010) и „Мистерия от дълбините“ (2014); както и 4 специални епизода – нови версии на някои от сериите от 1 и 2 сезон по американския канал Nickelodeon.

## Герои

### Главни герои
- Блум – фея на драконовият пламък.Името и идва от източника на силите ѝ – пламъкът на Великия дракон, божество, създало магическото измерение. Първоначално е от планетата Земя от едно градче Гардения с Майк и Ванеса, които я отглеждат от малка. Те я отглеждат като собствено дете, но скоро разбира, че това не са биологичните ѝ родители. Впоследствие научава, че тя е последната принцеса на царство Домино. Нейни родители са крал Орител и кралица Марион – кралят и кралицата на Домино. Има по-голяма сестра на име Дафни, която ѝ помага по пътя и синьо зайче на име Кико, което тя много обича. Блум също е тази, която основава клуба Уинкс. Нейният приятел е Скай. Като фея на драконовия пламък, тя е най-силната фея в цялото магическо измерение.
- Стела – фея на яркото слънце. Тя е настоящата принцеса на царство Солария, както и най-добрата приятелка на Блум. Нейни родители са крал Радиус и кралица Луна – кралят и кралицата на Солария. Когато пораства, те се развеждат, поради своите разногласия. От това тя много страда и затова полага усилия да ги накара поне да се изслушват взаимно. Неин приятел е Брендън. Освен фея на слънцето, луната и звездите, тя е и така да се каже фея на модата. Стела не я следва, тя я диктува (което си и личи от облеклото). Тя се грижи и нейните приятелки да изглеждат добре. Заради нейния талант, Блум я подканва да стане моден дизайнер, което впоследствие става нейната голяма мечта.
- Флора – фея на природата. Тя идва от царство Линфея. Неин приятел е Хелия. Обича много природата и всичко свързано с нея. Тя знае всички растения, какви действия имат и за какво са полезни. Заради това тя може да създава от тях отвари, с които да помага на своите приятели при нужда. Много рядко се случва да не знае наименованието на някое растение. Като фея на природата, има особена връзка с нея – тя може да общува с нея и винаги усеща когато нещо не е наред с нея. Нейни родители са Ролос и Алиса, а нейната сестра е Миеле.
- Муза – фея на музиката. Тя идва от царство Мелъди. Губи своята майка, когато е дете и остава на грижите на своят баща, но това не я спира да следва своите мечти. Муза е много талантлива. Тя знае да свири на много музикални инструменти (нейният любим музикален инструмент е флейтата) може да композира музика, да пише песни и има прекрасен глас. Знае много за музиката и за нейната история (нищо чудно за феята на музиката). Неин приятел е Ривън. Баща ѝ е Хо-Бое, а майка ѝ Ва-Нин почива, когато Муза е малка.
- Техна – фея на технологиите. Тя идва от царство Зенит. Нейни родители са Електронио и Магнития, които събират всякакви технологии и ги поправят. Неин приятел е Тими. Техна разбира много от технологии. Може без проблем да работи с всякакви устройства, като сред тях, са и любими компютърът и телефонът.
- Лейла/Айша – фея на вълните. Присъединява се към клуба в сезон 2, след като приятелите ѝ я спасяват от лорда на тъмнината. Тя е настоящата принцеса на царство Андрос, царството на океаните. Нейни родители са крал Тередор и кралица Ниобе – кралят и кралицата на Андрос. Нейните чичо и леля са крал Нептун и кралица Лигея – кралят и кралицата на подводното царство на Андрос, а нейни братовчеди са Треса, Нереос и Тританус. И тя като останалите момичета от клуба, също си има свой талант – може да танцува много добре и я бива в повечето спортове. Обича много състезанията и почти винаги ги печели. Неин приятел е Набу, който се появява в трети сезон и умира в четвърти сезон, правейки саможертва за спасяването на земните феи от повторния опит на магьосниците на черния кръг да ги затворят. В 5-и сезон среща

### Второстепенни герои
- Скай – приятелят на Блум и лидерът на специалистите. Той е престолонаследник и бъдещ крал на Ераклион. Скай е син на крал Ерендор и кралица Самара, които първоначално са планирали бъдещето му с Диаспро, но заради любовта си към Блум, той къса с нея. Най-добрият му приятел е щитоносецът му Брендън. Скай е най-добрият специалист в училището „Червеният фонтан“.
- Брендън-приятелят на Стела. Освен това той е щитоносец на Скай и негов най-добър приятел, с когото са израснали заедно на Ераклион.
- Ривън – приятелят на Муза. Майка му го е изоставила при раждането му, заради това през повечето време е скептичен към момичетата. По средата на сезон 1 става зъл, тъй като е под влиянието на Дарси. След като разбира за плана на Триксите да завладеят Магика, той се връща отново при своите приятели.
- Тими – приятелят на Техна. Подобно на своята половинка, Тими също умее да разбира технологиите.
- Хелия – приятелят на Флора и племенник на директора на Червения фонтан – Саладин. Той умее да рисува и да пише поеми.
- Набу – приятелят на Лейла в сезони 3 и 4. Той е най-силният от всички. Роден е на планетата Андрос и е магьосник на благородието. Той избира името Офир, за да разбере каква всъщност е Лейла, за която му е отредено да се ожени. В края на сезон 4 се жертва, за да спаси всички земни феи.
- Госпожа Фарагонда – директорка на Алфея.Участник е в Обществото на Светлината, заедно с Грифин, Саладин, родителите на Блум, Орител и Марион, и малка група магьоьници.
- Госпожица Гризелда – помощница на Фарагонда, която държи много на дисциплината в Алфея.
- Госпожа Грифин – директор на Облачната кула. Участник е в Обществото на Светлината, заедно с Саладин, Фарагонда, родителите на Блум, Орител и Марион, и малка група магьосници.
- Директор Саладин - единственият член на Червения фонтан, който изглежда и използва своите магически умения, а не физическите си способности. Участник е в Обществото на Светлината, заедно с Грифин, Фарагонда, родителите на Блум, Орител и Марион, и малка група магьосници.
- Кодаторта – учител по спорт, е обучен треньор и ловец на дракони. Той е много строг със своите ученици, учи как да използва оръжията, корабите и превозните средства.
- Майк и Ванеса – осиновителите на Блум, които са я отгледали като собествено дете на Земята, са много любящи и подкрепят винаги Блум в нейните начинания.
- Дафни – по-голямата сестра на Блум. И тя, като Блум, е принцеса на кралство Домино. Освен принцеса на Домино е и негова нимфа. В епизодите отначало тя се появява като дух без тяло заради проклятие, направено от трите древни вещици, които освен нея проклинат и силата Сиреникс (за която става дума в 5 сезон), но то по-късно се разваля (в края на 5 сезон). Тя знае всичко за историята на магията, затова през 6 сезон постъпва като учителка по история на магията в Алфея.
- Рокси – последната фея, родена на Земята и обожава домашните животни. Присъединява се към клуба в сезон 4.[2][3][4] За да заживеят на Земята по време на мисията си, Уинкс откриват магазин за домашни любимци „Любов и любимци“. Скоро след това намират в лицето на Рокси – момиче, което работи в бара „Фрути Мюзик“. Благодарение на вярата в себе си и в клуба, Рокси разкрива огромната си сила и се превръща в истински приказен герой. Помага на Уинкс за спасяването на земните феи, както и да убедят земните феи да не отмъщават на хората и магьосниците. Баща ѝ е Клаус, а майка ѝ е кралица Моргана, кралицата на земните феи. Кучето на Рокси е Арту.
- Рой – влюбен в Лейла. Той е специалист от планетата Андрос и работи за бащата на Лейла.
- Некс – харесва Лейла и ревнува от Рой. В 6, 7, 8 сезон е приятел на Лейла. Първоначално е Паладин, но в 8 сезон е специалист.
- Торен - братовчед на Скай и съпруг на Дафни. Той е Паладин.

Триксите са основните злодейки в Клуб Уинкс и са вещици от Облачната кула. Те са врагове на феите от Алфея и често се опитват да откраднат магическа сила.
- Айси – Лидерът на Триксите, най-могъщата сред тях. Владее магията на леда и е безмилостна, амбициозна и самоуверена.
- Дарси – Вещицата на илюзиите. Манипулативна и хитра, тя може да контролира сенките и да хипнотизира враговете си.
- Сторми – Вещицата на бурите. Тя е избухлива и импулсивна, владее светкавици, урагани и други разрушителни природни сили.

- Лорд Даркар - антагонистът на втория сезон. Той се съюзява с Триксите, на когото дава силата Зломикс. Той иска да завладее магическото измерение, като събере четирите части на кодекса.
- Валтор – антагонистът на третия и осмия сезон. В трети сезон бяга от измерение Омега с помощта на Триксите. Той е зъл магьосник, който иска да превземе цялото магическо измерение и да си отмъсти на тези, които са го затворили.
- Магьосниците от Черния кръг - основните антагонисти от четвъртия сезон. Те са Огрон, Гантлос, Анаган и Дюман. Първоначално отиват в Алфея и търсят Блум, тъй като си мислят, че тя е последната земна фея, но кръгът я отхвърля. Така Уинкс разбират за своята нова мисия и започват търсенето си на последната земна фея. Когато я намират, магьосниците правят опити да я заловят, но са неуспешни. По-късно Уинкс и Рокси намират Белия кръг, който е ключ към измерението на пленените земни феи. Ловците се опитват да завладеят Белия кръг, но магията Беливкс и вярата на хората във вълшебствата им попречват да изпълнят целта си. Когато Уинкс и Рокси освобождават земните феи, те са жадни за мъст, както към магьосниците, така и към хората. Уинкс с помощта на Рокси, въпреки изпитанията, успяват да убедят Моргана и останалите феи, освен Небула, да се откажат от отмъщение и честно да съдят магьосниците. Огрон и групата му се въползват от това и предават Черния кръг на Блум, която да го даде на Моргана, в знак, че се предават, но когато Моргана си слага пръстена, се отваря портал, който да засмуче феите и те повече да не излязат оттам. Накрая Ловците на феи са затворени в измерение Омега от Уинкс, Рокси и Небула.
- Тританус е антагонистът на петия сезон. Той е братовчед на Лейла. Той се съюзява с Триксите, защото Айси е влюбена в него. Превръща се в чудовище и печели от силата си благодарение на замърсените океани. Краде силата на селките, пазителки на порталите, за да преминава през всичките портали на царствата в магическото измерение, превръща семейството си в мутанти, както и поданиците на подводното царство на Андрос.Тританус е по-решен от всякога да завладее всички светове в Магическото измерение и да стане император на Безкрайния океан, но за да премине през него, трябва да се сдобие със силата на Сиреникс. Затова заловява с Триксите сестрата на Блум, Дафни, за да му каже за повече за силата. Когато преминава през Безкрайния океан, не може да активира императорския трон и по тази причина събира печатите от трите стълба - стълба на светлината, стълба на равновесието, стълба на контрола, като нарушава хармония в Магическото измерение.
- Селина – приятелка на Блум от детството, която помага на триксите в шести сезон.

## В България

### Излъчване
В България сериалът първоначално започва излъчване по Нова телевизия, където са излъчени първите два сезона през 2005 и 2006 г. Дублажът е на Арс Диджитал Студио. През 2007 г. започват повторения на двата сезона по същата телевизия.
През есента на 2008 г. започва повторно излъчване по TV7, като дублажът е презаписан. На следващата година се излъчва трети сезон, като след това преминава излъчването му по Super 7, където се излъчва до шести сезон.
През 2013 г. започва излъчване по Никелодеон от пети сезон. Дублажът е нахсинхронен, като първоначално бива даден на Про Филмс (пети сезон) след което бива прехвърлен в Александра Аудио. По Никелодеон са озвучени пети, шести и седми сезон. Въпреки нахсинхрония дублаж някои епизоди от шести сезон са излъчени първоначално във версия, в която се чува и английска реч „отдолу“, но впоследствие са излъчвани без нея.
През 2016 г. започва излъчване по EKids и Евроком, като дублажът е този на TV7. С този дублаж са излъчени първи, втори, трети и пети сезон. Първите 13 епизода на шести също са излъчени с дублажа на Александра Аудио, но с версията, в която се чува английската реч.
През 2018 г. по БНТ 1 и по БНТ 2 за първи път се излъчват „Вълшебно приключение“ и „Мистерия от дълбините“, като се използват оригиналните дублажи. Следват и повторения, които продължават до 2020 г.
През 2018 г. първи сезон се излъчва по Дартс ТВ с дублажа на Арс Диджитал Студио. 
През есента на 2020 г. започва излъчване по ВТК на първи сезон, като дублажът е този на TV7.
От 2020 г. се излъчва и по SuperToons, стартирайки със седми сезон. Дублажът е записан в студио Про Филмс. На 22 март 2021 г. стартира осми сезон. На 6 март 2023 г. започва първи сезон с нов дублаж на Про Филмс, на 11 април започва втори сезон. През май 2023 г. се излъчва трети сезон. От юни 2023 г. се излъчва и четвърти сезон.
През 2022 г. седми и осми сезон са качени във онлайн платформата Voyo. Използван е дублажът на Про Филмс, също така по EKids започват да се излъчват само пети и шести сезон.

### Войсоувър дублажи
| Пост               | Име |
| ------------------ | --- |
| Преводачи          | Яна Янева (първи и втори сезон) Надежда Сталянова (първи и втори сезон) Венета Маринова (първи и втори сезон) Лора Караславова (втори сезон) |
| Редактор           | Екатерина Късметлийска |
| Тонрежисьори       | Александър Георгиев Венцислав Велев |
| Озвучаващи артисти | Силвия Лулчева Елена Русалиева Венета Зюмбюлева Йорданка Илова (във втори сезон) Васил Бинев Борис Чернев Николай Николов                    |

| Пост                 | Име |
| -------------------- | --- |
| Преводачи            | Яна Янева (първи и втори сезон) Надежда Сталянова (първи и втори сезон) Венета Маринова (първи и втори сезон) Лора Караславова (втори сезон) Ели Ризова (трети и четвърти сезон) Енрико Йорданов (четвърти и пети сезон) Катерина Бързева (пети и шести сезон) Силвина Димитрова (шести сезон) |
| Тонрежисьори         | Ангел Топорчев Красимира Семерджиева Елена Трайкова |
| Режисьори на дублажа | Мария-Ана Саво (първи и втори сезон) Анелия Шишкова (трети, четвърти и пети сезон) Анна Тодорова (шести сезон) |
| Озвучаващи артисти   | Ася Братанова Мина Костова Даниела Горанова Анатолий Божинов Живко Джуранов |

- В дванадесети епизод от първи сезон Даниела Горанова озвучава само Дарси, като другите ѝ роли са поети от Ася Братанова. В края на втори сезон Джуранов е заменен за кратко от Георги Стоянов. В последните три епизода от пети сезон ролите на Мина Костова са поети от Златина Тасева.

| Пост                | Име                                                                                  |
| ------------------- | ------------------------------------------------------------------------------------ |
| Режисьор на дублажа | Анна Тодорова                                                                        |
| Тонрежисьор         | Детелина Ралчевска                                                                   |
| Озвучаващи артисти  | Йорданка Илова Лина Шишкова Ралица Стоянова Елена Грозданова Петър Бонев Борис Кашев |
| Преводачи           | Николая Красимирова Антония Халачева Ромина Кирчева Зорница Стойкова                 |

### Нахсинхронен дублаж
| Роля                | Изпълнител                                           |
| ------------------- | ---------------------------------------------------- |
| Блум                | Вилма Карталска                                      |
| Кристал             | Вилма Карталска                                      |
| Флора               | Надежда Панайотова                                   |
| Луна                | Надежда Панайотова                                   |
| Стела               | Златина Тасева                                       |
| Чатта               | Златина Тасева                                       |
| Муза                | Мария Бояджиева (диалог)                             |
| Муза                | Надежда Панайотова (вокал)                           |
| Лейла               | Светлана Смолева                                     |
| Сторми              | Светлана Смолева                                     |
| Миеле               | Светлана Смолева                                     |
| Ванеса              | Светлана Смолева                                     |
| Селина              | Светлана Смолева                                     |
| Локет               | Светлана Смолева                                     |
| Техна               | Мила Коларова                                        |
| Айси                | Петя Абаджиева (сезон 5)                             |
| Айси                | Надя Полякова (сезони 6-7)                           |
| Дарси               | Милица Гладнишка (сезон 5)                           |
| Дарси               | Анастасия Събева (сезони 6-7)                        |
| Рокси               | Ива Стоянова (сезон 5)                               |
| Рокси               | Светлана Смолева (сезони 6-7)                        |
| Фарагонда           | Даринка Митова                                       |
| Самара              | Даринка Митова                                       |
| Грифин              | Даринка Митова                                       |
| Елдора              | Даринка Митова                                       |
| Серена              | Даринка Митова                                       |
| Книгата на Сиреникс | Даринка Митова                                       |
| Дафни               | Августина-Калина Петкова                             |
| Гризелда            | Стефания Кочева                                      |
| Скай                | Александър Митрев (сезон 5)                          |
| Скай                | Иван Велчев (сезони 6-7)                             |
| Брендън             | Момчил Степанов                                      |
| Хелия               | Ненчо Балабанов (сезон 5)                            |
| Хелия               | Иван Велчев (сезони 6-7)                             |
| Тими                | Живко Джуранов                                       |
| Некс                | Живко Джуранов                                       |
| Уизгиз              | Живко Джуранов                                       |
| Паладиум            | Живко Джуранов                                       |
| Ривън               | Светломир Радев                                      |
| Рой                 | Светломир Радев                                      |
| Тританус            | Иван Велчев                                          |
| Майк                | Ненчо Балабанов                                      |
| Калшара             | Василка Сугарева                                     |
| Флитър              | Анатолий Божинов                                     |
| Брафилиъс           | Стефан Сърчаджиев-Съра                               |
| Вокални изпълнители | Антоанета Георгиева Надежда Панайотова Весела Бонева |

| Пост                   | Име              |
| ---------------------- | ---------------- |
| Изпълнителен продуцент | Васил Новаков    |
| Преводач               | Йоанна Йорданова |
| Тонрежисьор            | Пламен Чернев    |
| Режисьор на дублажа    | Петър Върбанов   |